# Valemont
Valemont è una miniserie televisiva statunitense trasmessa da MTV nel 2009.

## Trama
Sophie Gracen, una ragazza con problemi con la legge, viene raggiunta dalla notizia della morte del fratello Eric. Arrivata all'obitorio per riconoscerne la salma carbonizzata, riesce a trafugare il telefonino di Eric, che diverrà il centro focale della sua ricerca: il telefono contiene, infatti, un insieme di video che aggiungeranno nuovi tasselli alla sua personale indagine, e che la conducono all'università frequentata dal fratello, la Valemont. Sophie vi si iscrive e conosce Gabriel, un amico di Eric, che svela che la Valemont è, in realtà, un'università di vampiri, dove è vietato assaggiare il sangue umano. I due continueranno ad indagare, e Sophie verrà a conoscenza di una verità sconvolgente, che riguarda la sua intera famiglia.

## Episodi
1. Riunione di famiglia
2. Ritorno a scuola
3. Le regole
4. Lo chiamano "l'Arcangelo"
5. Tutto porta a Desmodus
6. La rosa di Sebastian
7. Pena capitale
8. La lavanderia
9. È nel nostro sangue
10. L'appuntamento
11. Furto
12. Le cose sono diverse a Valemont
13. Sono tutti vampiri. Tutti!
14. Il sanatorio
15. Sei malata?
16. Segreti, segreti, segreti
17. HemoGoblins
18. Autodifesa
19. La spilla della Panthera
20. Lascialo andare
21. Ciao Sis
22. Natura umana
23. La storia continua
24. Chi sei veramente?
25. Tu sei una Desmodus
26. Relazioni umane
27. Il Serpentes Party
28. L'ultima speranza
29. Bestia o farfalla?
30. Pifferaio magico con canini appuntiti
31. Prendine uno per farne uno
32. La rabbia
33. Da che parte stai?
34. Vedere al buio
35. È solo l'inizio